# كياثون ثنائي التسنن
كياثون ثنائي التسنن (الاسم العلمي: Cyathea bidentata) هو نوع غير مؤكد من النباتات يتبع جنس الكياثون من الفصيلة الكياثونية.